# エジプシャンマウ
エジプシャンマウ（英語: Egyptian Mau）は、ネコの品種のひとつである。エジプト産のイエネコを元に、欧米で品種改良が行われた。
種名の「マウ」はエジプトの言葉で「ネコ」を意味する。

## 歴史
古代エジプトの壁画に残されている最古のイエネコは、細身のボディにアーモンド型の目、細かい斑点模様を持っていた。その特徴を元に、カイロで発見された個体から繁殖、改良されたのがエジプシャンマウである。
1953年、イタリアに亡命していたロシア王女のナタリーが、エジプトからエジプシャンマウの雌の個体を手に入れ、イタリアの雄ネコと交配させて生まれた子が、1955年にローマのキャットショウに出展された。その翌年にはナタリーが3匹の子ネコを連れてアメリカに移住したことかから、アメリカでも人気が広まった。
「古代エジプトのネコ」というイメージが強いため、エジプト原産と思われるが、正式な品種として確立したのはアメリカなのでアメリカ原産と表記する場合もある。
エジプシャンマウの斑点（スポッテッド・タビー）は、ベンガル（野生種との異種交配）やオシキャット（純血種同士の選択交配）の斑点とは違い自然発生のものである。

## 特徴
被毛は光沢のあるなめらかな短毛で、パターンはスポッテッドタビーのみ。毛色はシルバー、スモーク、ブロンズの3種類がある。目の色はグリーンのみである。
野性的な斑点と、古代エジプトの壁画を思わせるアイライン、額のスカラベ・マーク（エジプトに生息する甲虫の一種に形が似ているためにそのように呼ばれる）模様が特徴。
体型は細身で筋肉質であり50 km/hほどで走行、くさび形の顔、アーモンド型のやや釣りあがった目、大きな耳を持つ。

## 性格
外見と裏腹にとてもおとなしい性格で、子供や気候の変わり目などに神経質になる場合もある。

## 飼育
被毛にスポットがはっきりと見えるまでに2年程度を要し、抜け替わりの時期や強い日差しにさらされる事によって退色するおそれがある。

## ギャラリー

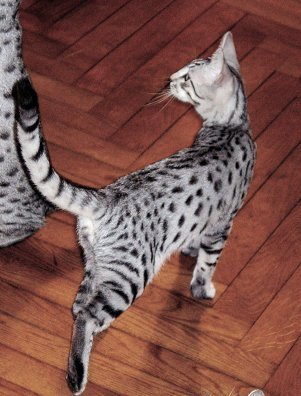
シルバーカラーのエジプシャンマウ
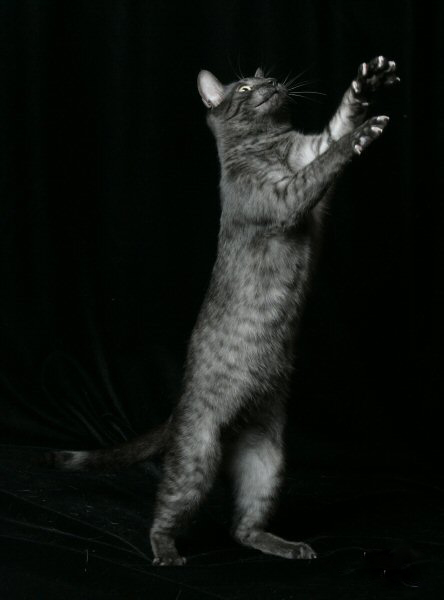
スモークカラーのエジプシャンマウ
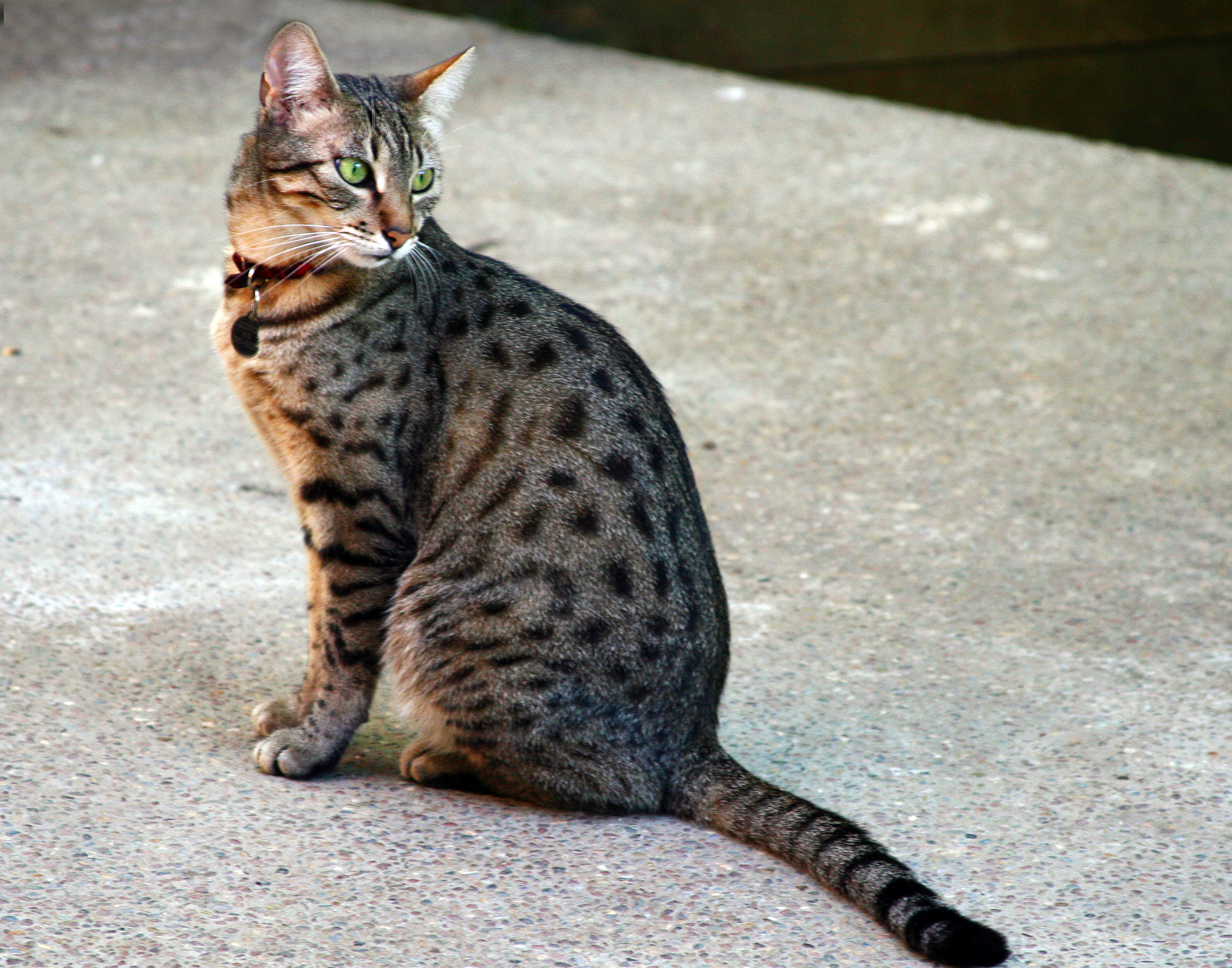
ブロンズカラーのエジプシャンマウ